# São José do Sabugi
São José do Sabugi é um município brasileiro do estado da Paraíba, localizado no Sertão do Seridó (Ocidental) Paraibano, na Região Geográfica Imediata de Patos e integrante da Região Metropolitana de Patos.  
De acordo com estimativa IBGE no ano de 2017, sua população foi de 4.145 habitantes. Área territorial de 215 km².
Em termos originais, "sabuji" vem da língua indígena eça-ponji e significa "olho d'água rumoroso". O nome faz jus à localização do município no Vale do Sabugi, na escosta da Cordilheira da Borborema, tão castigado pela falta de chuva. Nesse sentido, Sabugi não é uma homenagem ao padroeiro São José, em si, mas diz respeito ao contexto histórico-social.

## História
A fundação da cidade remonta ao ano de, aproximadamente, 1919, com a chegada de Manoel Rodrigues Pinto. Instalando-se no local ao redor do qual hoje está erguida a Praça Higino Batista de Morais, Manoel Pinto estabeleceu morada, surgindo a Fazenda São José. Apesar de haver algumas controvérsias, a casa grande da fazenda seria a residência que, hoje em dia, é habitada pela Sra. Adelina Ferreira da Costa, a antiga tabeliã do registro civil do município.
Como distrito de Santa Luzia, Caapoã surgiu em 2 de março de 1938, vindo a receber a denominação de São José do Sabugi em 7 de janeiro de 1949 e sendo elevado à categoria de município pela lei estadual nº 2682, de 22 de dezembro de 1961, instalado em 10 de janeiro do ano seguinte.

## Geografia
O município está incluído na área geográfica de abrangência do semiárido brasileiro, definida pelo Ministério da Integração Nacional em 2005.  Esta delimitação tem como critérios o índice pluviométrico, o índice de aridez e o risco de seca.

## Canais de TV
- 07 - SBT
- 09 - TV Correio (Record)
- 11 - Rede Globo